# 聖ユリアヌスと聖ラウレンティウスのいる聖母子
『聖ユリアヌスと聖ラウレンティウスのいる聖母子』（せいユリアヌスとせいラウレンティウスのいるせいぼし、伊: Madonna col Bambino tra i santi Giuliano e Lorenzo）は、イタリアの国際ゴシック様式の画家、ジェンティーレ・ダ・ファブリアーノが1423年から1425年頃の間に制作した絵画である。作品は、板上にテンペラと金箔で描かれている。現在、ニューヨークのフリック・コレクションに所蔵されている。左側は助祭のダルマティカを身に着け、殉教の焼き網を抱えている聖ラウレンティウスであり、右側は聖ユリアヌスである。
画家のフィレンツェ時代の作品であり、ゴシック的な『東方三博士の礼拝』とルネサンスの作品を参照している『クァラテージの多翼祭壇画』の間に制作されたものである 。作品は本来の額縁に収められており、トスカーナの典型的な額縁である。小さな柱、尖った葉、そして「S [an] c [tus] Laure [n] tius」と「S [an] C [tus] Iulianus」の碑文（聖ラウレンティウスと聖ユリアヌスを意味する）がある。
聖母マリアの玉座の布は、画家の『聖母の戴冠』の豊かな布地よりも簡素である。代わりにロレンツォ・モナコの作品を想起させる、より彫刻的で簡素な赤い布が描かれている。聖人はほぼ横向きであり、マサッチオのようなフィレンツェ派の作品、特にマサッチオの『サン・ジョヴェナーレ三連祭壇画』を参照している。